# Игнач Крест

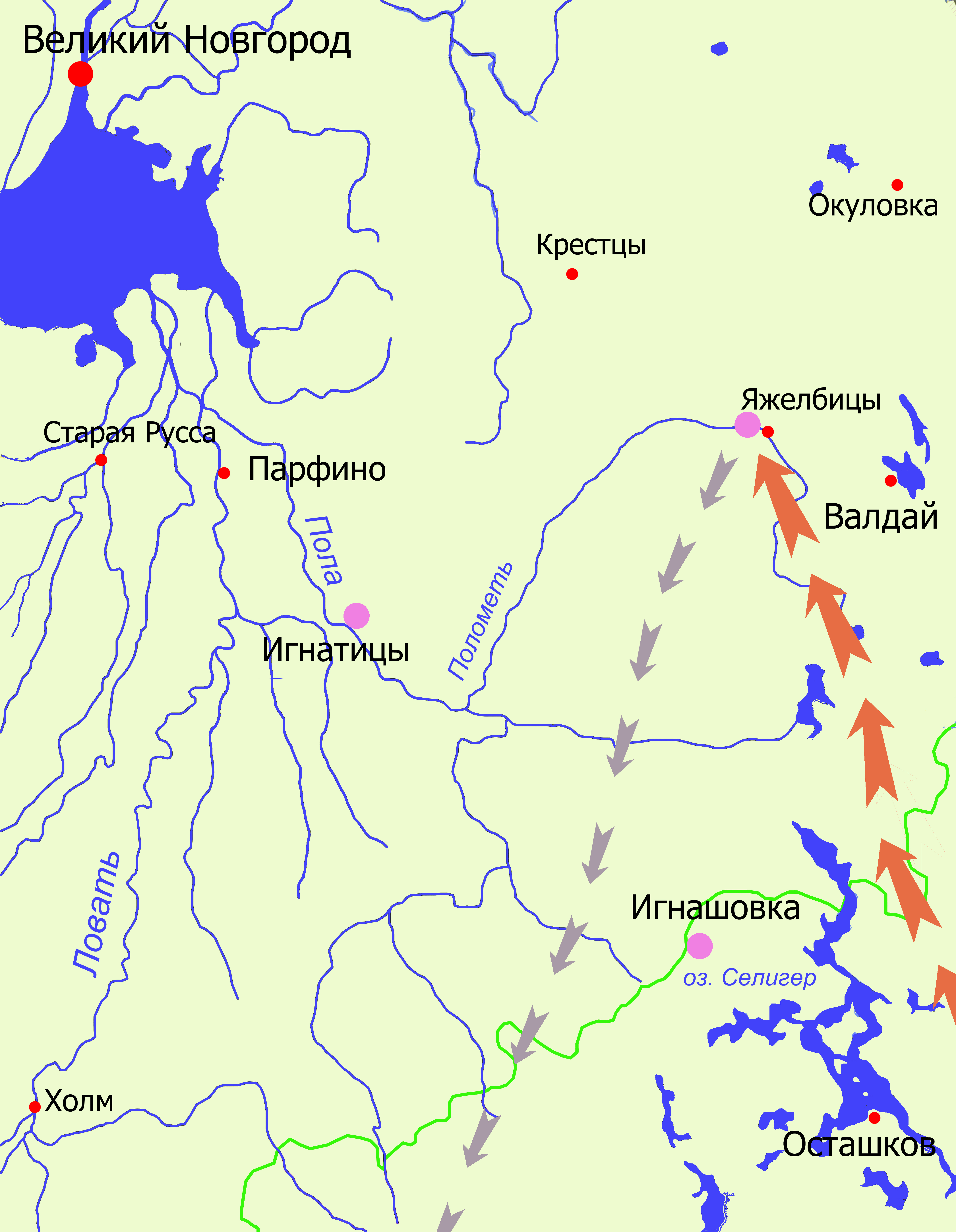
Схема продвижения монгольских войск к Новгороду

Игна́ч Крест — исторический пункт в Новгородской области.
Согласно летописи в марте—апреле 1238 года татаро-монгольское войско, после завоевания и разорения Торжка, двинулось в сторону Новгорода. Однако, дойдя до урочища Игнач Крест, что примерно в 200 км южнее Великого Новгорода, монголы отказались от наступления и повернули обратно в степи, разоряя по пути встречные селения.
«… татарове, взяша град Торжок и изсекоша всех марта в 5 день, тогда же гнашася от Торжку серегерским путём, даже до Игнача креста, секуще людей, яко траву, и точно за сто верст до Великого Новагорода не дойдоша …»

## Местонахождение
Само слово крест может обозначать не только известный предмет, но перекрестье, то есть перекрёсток. По поводу точного местонахождения Игнач Креста существует две версии.

### Первая версия
Согласно исследованиям главным образом краеведа И.И. Яроменок, а также В. Л. Янина и А. А. Фролова, Игнач Крест находился в районе деревень Поломять и Великий Двор, которые расположены в 6 км к северо-западу от современного села Яжелбицы Валдайского района Новгородской области.
В местной писцовой книге XV века есть запись об угодьях некоего Андрея Руднева, которые находились у «игнатцева кръста». Сегодня известно, что по этой местности проходила самая сухая дорога на Молвотицы, крепость Демьян, мимо Игнач Креста к Старому Рахино и Усть-Волме, которая в подробностях описана в московской летописи в связи с походом Ивана III на Новгород. 
Предполагаемое по этой версии место соответствует расстоянию 100 вёрст, указанному в летописи.

### Вторая версия
Предположения связаны с деревней Игнатицы Старорусского района, которая стоит на берегу Полы. Известно, что в древности там проходил водный и зимний путь от озера Селигер (серегерский путь) по Поле к Новгороду и Русе.
Краевед С. Н. Ильин выдвинул также гипотезу о том, что «серегерский путь» существовал в нескольких вариантах. В частности одна из его «веток» могла проходить в районе современной деревни Залучье Осташковского района Тверской области, где стоял новгородский укрепленный городок Березовец, и где до сих пор высится Березовское городище. В 8 км к северо-западу от Залучья находится деревня Игнашовка.

## Памятный знак
В 2003 году на берегу реки Полометь в урочище Игнач Крест по инициативе Валдайского национального парка был поставлен памятный знак в виде мемориального бетонного креста. Высота креста 2,3 м, ширина — 1,5 м. Он закреплён на вершине небольшого валуна. Рядом с композицией установлена также мемориальная доска с надписью «В память о мужестве защитников земли Русской».

## В художественной литературе
В 1987 году журнал «Наука и жизнь» начал публикацию отдельных глав исторического романа писателей Георгия Борисовича Федорова и Марианны Григорьевны Федоровой «Игнач Крест», посвященной героической обороне русского города Торжка от монголо-татарской рати. В 1991 году роман был опубликован полностью отдельной книгой издательством «Детская литература».